# Rui Costa (futbolista nacido en 1972)
Rui Manuel César Costa, (Amadora, 29 de marzo de 1972) conocido simplemente como Rui Costa, es un exfutbolista y dirigente deportivo portugués, actual presidente del Sport Lisboa e Benfica.
Como futbolista formó parte, junto a otros jugadores como Luís Figo, João Pinto o Vítor Baía, de la Generación de Oro del fútbol portugués, que nació tras el triunfo de la selección portuguesa en el Mundial sub-20 de 1991.

## Trayectoria deportiva

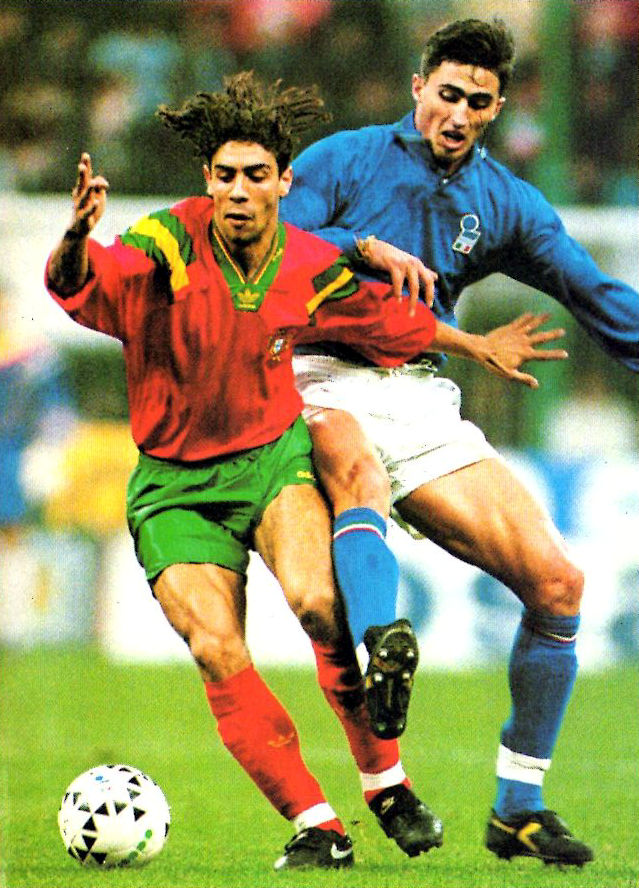
Rui Costa jugando con Portugal contra Italia

### Primeros años con el Benfica
A los cinco años, Costa se unió al equipo infantil de fútbol sala del Damaia Gimnasio Clube. Rui probó su suerte en el Benfica a la misma edad en 1977. Dentro de diez minutos de enternamiento, la leyenda portuguesa Eusébio, quien estaba supervisando a los jóvenes, fue impresionado por las habilidades de Rui. Hasta 1990, Rui jugó por los equipos juveniles de Benfica. En esa temporada él fue cedido a préstamo al Fafe, en un acuerdo de una larga temporada.
En 1991, Copa Mundial de Fútbol Sub-20, que Portugal ganó después de un victorioso lanzamiento penal anotado por Rui Costa, él retornó al Benfica. Allí, él ganó la Copa de Portugal en 1993 y el título de la Liga portuguesa en la temporada 1993-94. Este sería el último título del Benfica en 11 años. En el final de su tercera temporada con el primer equipo del Benfica, la Fiorentina ofreció 1200 millones de escudos (equivalentes a €6 millones) por el joven volante, a un alto costo de precio en ese momento. Dado que el Benfica tenía problemas económicos en el momento, Rui tuvo que abandonar al equipo.

### AC Fiorentina
En la Fiorentina, Costa estuvo siete temporadas con el club italiano (1994-2001), en donde también ganó la Copa Italia y la Supercopa italiana en 1996.
A pesar de la dura competencia con los mejores volantes en ese momento como Zinedine Zidane, Costa fue nombrado el 10 de la Serie A en un par de ocasiones. Su salida de la Fiorentina fue siempre muy discutida cada temporada, debido a que muchos clubes grandes de Europa mostraron interés por él. Sin embargo, él se desvinculó del club cuando se declaró en quiebra el año 2001, haciendo que Costa quedara libre con la libertad de que muchos clubes pudieran adquirirlos.

### AC Milan
Fatih Terim era el entrenador de la Fiorentina en la temporada 2000-01. Cuando Costa dejó la Fiorentina por el AC Milan, la Fiorentina tomó provecho, haciendo que el Milan pague una cuota de transferencia de £30 millones por el jugador. De este modo Costa se ha convertido en la transferencia más costosa del Milan en todos los tiempos. Costa jugó cinco temporadas con el Milan, en donde él ganó un título de Serie A, una Copa Italia, una Supercopa Italiana, una Champions League y una Supercopa Europea.
En 2003, el joven jugador brasileño Kaká se unió a las filas del Milan, relegando a Rui Costa a la banca. Satisfecho por el éxito de Kaká, Rui Costa, también estaba decepcionado por su limitación a la banca, significando el ocaso para su carrera.
Mientras que Kaká estaba en la cima del éxito, Rui Costa tuvo campañas muy irregulares, sobre todo en la temporada del año 2006, en donde jugó 21 partidos en total, disputando 12 desde la banca y 11 de titular, mientras que no anotó ningún gol.
A mediados de 2006, la desvinculación de Rui Costa con el club rossonero se hizo oficial, finalmente quedando libre a disposición de varios clubes que muestren interés por él.

### Regreso al Benfica
El 25 de mayo de 2006, Rui Costa retornó al Benfica después de ser comunicado a través de una rueda de prensa. Había sido puesto en estado de libertad por el Milan, después de que tanto el jugador como el club llegaran a un acuerdo para poner fin a su contrato. Costa también renunció a su contrato de 4,6 millones de euros por año, para jugar en el club de sus amores, el Benfica, cuyos aficionados soñaban temporada tras temporada con el regreso de Rui. El afecto de Costa por el club es público, de tal modo que el portugués quiso terminar su carrera jugando en el Benfica. Finalmente el 11 de mayo de 2008, Rui Costa jugó su último partido, contra el Vitória Setúbal, antes de anunciar su retiro del fútbol.
Al día siguiente, Costa fue presentado como nuevo líder del departamento de fútbol, contratando a Quique Sánchez Flores como nuevo entrenador del Benfica y siendo responsable de la formación del equipo en la siguiente temporada.
Durante el mercado de fichajes de verano de 2008, Costa trajo a algunos jugadores conocidos como el mediapunta argentino Pablo Aimar, al extremo español José Antonio Reyes y al delantero hondureño David Suazo cedido, ganando más cariño de los aficionados.
El siguiente mercado de verano, Costa aumentó sus esfuerzos para construir un sólido equipo para el Benfica, contratando al delantero argentino Javier Saviola, al mediocentro brasileño Ramires y al mediocentro defensivo español Javi García, junto con el experimentado entrenador portugués Jorge Jesús. Este equipo del Benfica tuvo recompensa ganando la Liga portuguesa en 2010.

## Selección nacional
Rui Costa tuvo una larga trayectoria con la selección de fútbol de Portugal, en donde jugó tres Eurocopas por su país y una Copa Mundial de Fútbol en 2002. Jugó un total de 94 partidos y anotó un total de 26 tantos por la selección.

### Participaciones en Copas del Mundo
| Mundial                        | Sede                  | Resultado    |
| ------------------------------ | --------------------- | ------------ |
| Copa Mundial de Fútbol de 2002 | Corea del Sur y Japón | Primera fase |

### Participaciones en Eurocopas
| Eurocopa      | Sede                   | Resultado        |
| ------------- | ---------------------- | ---------------- |
| Eurocopa 1996 | Inglaterra             | Cuartos de final |
| Eurocopa 2000 | Bélgica y Países Bajos | Semifinales      |
| Eurocopa 2004 | Portugal               | Subcampeón       |

## Clubes
| Club           | País     | Año       | Partidos | Goles |
| S. L. Benfica  | Portugal | 1991-1994 | 107      | 18    |
| ACF Fiorentina | Italia   | 1994-2001 | 277      | 50    |
| A. C. Milan    | Italia   | 2001-2006 | 192      | 11    |
| S. L. Benfica  | Portugal | 2006-2008 | 43       | 5     |

## Estadísticas

### Clubes
| Club | Div.            | Temporada       | Liga  | Liga  | Liga   | Copas nacionales(1) | Copas nacionales(1) | Copas nacionales(1) | Torneos Internacionales(2) | Torneos Internacionales(2) | Torneos Internacionales(2) | Total | Total | Total  | Media goleadora(4) |
| Club | Div.            | Temporada       | Part. | Goles | Asist. | Part.               | Goles               | Asist.              | Part.                      | Goles                      | Asist.                     | Part. | Goles | Asist. | Media goleadora(4) |
| --- | --------------- | --------------- | ----- | ----- | ------ | ------------------- | ------------------- | ------------------- | -------------------------- | -------------------------- | -------------------------- | ----- | ----- | ------ | ------------------ |
| AD Fafe Portugal | 3.ª             | 1990-91         | 38    | 6     | ?      | —                   | —                   | —                   | —                          | —                          | —                          | 38    | 6     | ?      | 0.16               |
| SL Benfica Portugal | 1.ª             | 1991-92         | 21    | 4     | ?      | 4                   | 0                   | ?                   | 7                          | 0                          | 1                          | 32    | 4     | +1     | 0.13               |
| SL Benfica Portugal | 1.ª             | 1992-93         | 23    | 4     | 5      | 5                   | 1                   | 1                   | 4                          | 0                          | 1                          | 32    | 5     | 7      | 0.16               |
| SL Benfica Portugal | 1.ª             | 1993-94         | 34    | 5     | 7      | 5                   | 1                   | 2                   | 8                          | 4                          | 5                          | 47    | 10    | 14     | 0.21               |
| SL Benfica Portugal | Total 1.ª etapa | Total 1.ª etapa | 78    | 13    | +12    | 14                  | 2                   | +3                  | 19                         | 4                          | 7                          | 111   | 19    | +22    | 0.17               |
| ACF Fiorentina · Italia | 1.ª             | 1994-95         | 31    | 9     | 5      | 4                   | 0                   | 0                   | —                          | —                          | —                          | 35    | 9     | 5      | 0.26               |
| ACF Fiorentina · Italia | 1.ª             | 1995-96         | 34    | 4     | 8      | 7                   | 2                   | 2                   | —                          | —                          | —                          | 41    | 6     | 10     | 0.15               |
| ACF Fiorentina · Italia | 1.ª             | 1996-97         | 28    | 2     | 3      | 2                   | 0                   | 0                   | 8                          | 0                          | 2                          | 38    | 2     | 5      | 0.05               |
| ACF Fiorentina · Italia | 1.ª             | 1997-98         | 32    | 3     | 7      | 5                   | 2                   | 0                   | —                          | —                          | —                          | 37    | 5     | 7      | 0.14               |
| ACF Fiorentina · Italia | 1.ª             | 1998-99         | 31    | 10    | 9      | 8                   | 4                   | 3                   | 1                          | 0                          | 0                          | 40    | 14    | 12     | 0.36               |
| ACF Fiorentina · Italia | 1.ª             | 1999-00         | 30    | 4     | 9      | 4                   | 0                   | 1                   | 14                         | 2                          | 2                          | 48    | 6     | 12     | 0.13               |
| ACF Fiorentina · Italia | 1.ª             | 2000-01         | 29    | 6     | 8      | 7                   | 2                   | 4                   | 2                          | 0                          | 0                          | 38    | 8     | 12     | 0.21               |
| ACF Fiorentina · Italia | Total club      | Total club      | 215   | 38    | 49     | 37                  | 10                  | 10                  | 25                         | 2                          | 4                          | 277   | 50    | 63     | 0.18               |
| AC Milan · Italia | 1.ª             | 2001-02         | 22    | 0     | 8      | 1                   | 0                   | 2                   | 10                         | 3                          | 1                          | 33    | 3     | 11     | 0.09               |
| AC Milan · Italia | 1.ª             | 2002-03         | 25    | 0     | 5      | 5                   | 1                   | 4                   | 18                         | 0                          | 7                          | 48    | 1     | 16     | 0.02               |
| AC Milan · Italia | 1.ª             | 2003-04         | 28    | 3     | 7      | 5                   | 0                   | 1                   | 8                          | 0                          | 2                          | 41    | 3     | 10     | 0.07               |
| AC Milan · Italia | 1.ª             | 2004-05         | 24    | 1     | 2      | 5                   | 0                   | 0                   | 9                          | 0                          | 1                          | 38    | 1     | 3      | 0.03               |
| AC Milan · Italia | 1.ª             | 2005-06         | 25    | 0     | 3      | 3                   | 3                   | 4                   | 4                          | 0                          | 0                          | 32    | 3     | 7      | 0.09               |
| AC Milan · Italia | Total club      | Total club      | 124   | 4     | 25     | 19                  | 4                   | 11                  | 49                         | 3                          | 11                         | 192   | 11    | 47     | 0.06               |
| SL Benfica Portugal | 1.ª             | 2006-07         | 14    | 0     | 3      | 3                   | 0                   | 1                   | 5                          | 1                          | 2                          | 22    | 1     | 6      | 0.05               |
| SL Benfica Portugal | 1.ª             | 2007-08         | 29    | 5     | 5      | 4                   | 3                   | 1                   | 12                         | 2                          | 1                          | 45    | 10    | 7      | 0.22               |
| SL Benfica Portugal | Total 2.ª etapa | Total 2.ª etapa | 43    | 5     | 8      | 7                   | 3                   | 2                   | 17                         | 3                          | 3                          | 67    | 11    | 13     | 0.16               |
| SL Benfica Portugal | Total club      | Total club      | 121   | 18    | +20    | 21                  | 5                   | +5                  | 36                         | 7                          | 10                         | 178   | 30    | +35    | 0.17               |
| Total carrera | Total carrera   | Total carrera   | 498   | 66    | +94    | 77                  | 19                  | +26                 | 110                        | 12                         | 25                         | 685   | 97    | +145   | 0.14               |
| (1) Incluye datos de la Copa de la Paz (1983-85) y MLS Cup Playoffs (1996-02). (2) Incluye datos de la Copa Colombia (1981); Copa de Francia (1989-91); Copa del Rey (1991); U. S. Open Cup (1996-02). (3) Incluye datos de la Copa de la UEFA / Recopa de Europa de la UEFA (1988-91); Copa Libertadores (1986-97). (4) No incluye goles en partidos amistosos. |                 |                 |       |       |        |                     |                     |                     |                            |                            |                            |       |       |        |                    |

## Palmarés

### Títulos nacionales
| Título              | Club                | País     | Año     |
| ------------------- | ------------------- | -------- | ------- |
| Copa de Portugal    | S. L. Benfica       | Portugal | 1992-93 |
| Primeira Liga       | S. L. Benfica       | Portugal | 1993-94 |
| Copa Italia         | A. C. F. Fiorentina | Italia   | 1995-96 |
| Supercopa de Italia | A. C. F. Fiorentina | Italia   | 1996    |
| Copa Italia         | A. C. F. Fiorentina | Italia   | 2000-01 |
| Copa Italia         | A. C. Milan         | Italia   | 2002-03 |
| Serie A             | A. C. Milan         | Italia   | 2003-04 |
| Supercopa de Italia | A. C. Milan         | Italia   | 2004    |

### Títulos internacionales
| Título                | Club              | Sede       | Año     |
| --------------------- | ----------------- | ---------- | ------- |
| Copa Mundial sub-20   | Portugal (sub-20) | Portugal   | 1991    |
| UEFA Champions League | A. C. Milan       | Mánchester | 2002-03 |
| Supercopa de Europa   | A. C. Milan       | Mónaco     | 2003    |

### Distinciones individuales
| Distinción                                       | Año        |
| ------------------------------------------------ | ---------- |
| Máximo goleador del Torneo Esperanzas de Toulon  | 1992       |
| Mejor Jugador del Torneo Esperanzas de Toulon    | 1992       |
| Equipo del Torneo de la Eurocopa                 | 1996, 2000 |
| Máximo asistente de la Liga de Campeones         | 2003       |
| Futbolista FIFA 100                              | 2004       |
| Jugador del mes de la Primeira Liga (septiembre) | 2007       |
| Premio Cosme Damião al futbolista del año        | 2007       |

## Condecoraciones
| Distinción                                  | Año  |
| ------------------------------------------- | ---- |
| Oficial de la Orden del Infante Don Enrique | 2004 |